# Jean Chaffanjon
Jean Chaffanjon (Arnas, 1854 – Tjitlim, 1913) è stato un esploratore francese.
Nel 1884 risalì l'Orinoco fino alle sorgenti, svolgendo inoltre importanti studi antropologici. Dal 1894 al 1896 fece un grande viaggio in Asia, dal Caucaso a Vladivostok.